# Clare Upton
Clare Upton (september 1965) is een Brits langebaanschaatsster en shorttracker.
Upton bezit het nationale record van Groot-Brittannië op de 10.000 meter. Daarmee reed ze ook een baanrecord voor haar klasse.

## Persoonlijke records[4]
| Afstand      | Tijd     | Datum            | Baan            |
| ------------ | -------- | ---------------- | --------------- |
| 500 meter    | 55,85    | 25 maart 2017    | Den Haag        |
| 1000 meter   | 1.52,61  | 20 januari 2018  | Baselga di Pinè |
| 1500 meter   | 2.56,28  | 25 maart 2017    | Den Haag        |
| 3000 meter   | 6.05,61  | 21 januari 2018  | Baselga di Pinè |
| 5000 meter   | 10.13,34 | 25 maart 2017    | Den Haag        |
| 10.000 meter | 22.06,60 | 28 december 2017 | Leeuwarden      |